# Ісмаїл Хамдані
Ісмаїл Хамдані (араб. اسماعيل حمداني; нар. 11 березня 1930 — 7 лютого 2017) — алжирський політичний діяч. Обіймав посаду голови уряду країни з 15 грудня 1998 до 23 грудня 1999 року.